# Régimen preautonómico de Aragón
El régimen preautonómico de Aragón fue establecido en 1978 mediante un Real Decreto Ley del Consejo de Ministros de España de fecha 17 de marzo de 1978 (RDL 8/1978) por el que se establecía el régimen de autonomía política y administrativa provisional del territorio de Aragón (provincias de Huesca, Teruel y Zaragoza), dentro del proceso iniciado tras la celebración de las primeras elecciones en la transición política en 1977, y que más tarde culminaría con la constitución de la Diputación General de Aragón como Comunidad Autónoma en el marco de la Constitución española de 1978.

## Antecedentes
Celebradas las elecciones de junio de 1977, los diputados al Congreso y los senadores elegidos en las provincias aragonesas se reunieron para manifestar su deseo de constituir un régimen preautonómico en Aragón, a la espera de que el proceso democratizador concluyera con un Estatuto de Autonomía. Así, el 10 de julio de 1978 formaron la Asamblea de Parlamentarios encargada de redactar un texto a proponer a las Cortes Generales. El 30 de octubre en Albarracín, los parlamentarios por unanimidad aprobaron un anteproyecto para un régimen preautonómico presentado ante el gobierno presidido por Adolfo Suárez.
El proceso de autonomía, pensado en principio para las nacionalidades y regiones históricas (País Vasco, Cataluña y Galicia), se había extendido a la inmensa mayoría de regiones españolas desde las elecciones de 1977. La situación llevó a la firma de un acuerdo entre las dos formaciones políticas mayoritarias, Unión de Centro Democrático y Partido Socialista Obrero Español, para satisfacer las pretensiones autonomistas en un paso previo de régimen preautonómico mientras se elaboraba el texto constitucional.
Por ello, la propuesta de Albarracín sólo tuvo un reconocimiento parcial y no se tramitó como proyecto. No obstante, una parte sustancial de las propuestas fueron recogidas en el régimen preautonómico para Aragón, aprobado el 11 de marzo de 1978 por el Consejo de Ministros.
La Diputación General de Aragón quedó constituida el 9 de abril de 1978, presidida por Juan Antonio Bolea Foradada (UCD), cuyo vicepresidente fue Jaime Gaspar y Auría (PSOE).

## Régimen preautonómico
El Real Decreto Ley 8/1978, de 17 de marzo, declaraba en su exposición de motivos que se pretendía dar satisfacción, aunque fuera provisionalmente, al deseo manifestado por el pueblo aragonés «reiteradamente en diferentes momentos del pasado y en el presente, de su aspiración a contar con instituciones propias dentro de la unidad de España».
El RDL constaba de trece artículos, tres disposiciones finales y una transitoria, en las que se creaba la Diputación General de Aragón con personalidad jurídica propia, compuesta por un Pleno, cuyos consejeros serían doce parlamentarios, cuatro por provincia, elegidos entre los que conformaban los diputados y senadores electos en junio de 1977 en las mismas, los Presidentes de las Diputaciones Provinciales de Huesca, Teruel y Zaragoza y un representante de cada uno de los municipios de las tres provincias que habrían de designar las Diputaciones Provinciales.
Correspondía al Pleno elegir un «Presidente, un Vicepresidente y un Secretario general, que necesariamente serán de distintas provincias».
El régimen de competencias que se atribuyó reconocía a la Diputación autonomía para aprobar las normas de funcionamiento interno, «integrar y coordinar las actuaciones y funciones de las Diputaciones Provinciales de Huesca, Teruel y Zaragoza en cuanto afecte al interés general de Aragón» y la gestión de cuantos asuntos fueran transferidos en el futuro a la Diputación general por el propio gobierno de la nación o la diputaciones.
El mismo 17 de marzo de 1978, se aprobó un Real Decreto (RD 475/1978) por el que se creó una Comisión Mixta en la Presidencia del Gobierno formada por la Diputación General de Aragón y el Gobierno de España para estudiar las competencias susceptibles de ser transferidas por la administración del Estado, y otra comisión encargada de estudiar las transferencias desde la diputaciones provinciales a la propia Diputación General. El primer Real Decreto de transferencias del Estado se produjo en enero de 1979. (RD 298/1979, de 26 de enero).
Con posterioridad, y hasta la entrada en vigor del Estatuto de Autonomía de Aragón el 30 de julio de 1982, el régimen preautonómico permaneció vigente.